# José Castelo Branco
José Alberto Castelo Branco da Silva Vieira (nascido em Tete, Moçambique) é um socialite, influencer e ex-negociador de arte português. Tornou-se mais conhecido pelas suas atividades enquanto personalidade televisiva, nomeadamente através da sua participação em reality shows. Ocasionalmente também lança trabalhos ou faz apresentações como cantor.

## Biografia
José Castelo Branco é filho de Francisco José Joaquim Frutuoso da Silva Vieira (Reis Magos, Bardez, Goa, 14 de agosto de 1905 - 1988) - que era neto paterno de Caetano Diogo Óscar da Silva Vieira e bisneto por varonia de Julião José da Silva Vieira. Sua mãe era Inês Paulina Castelo Branco (Tete, 24 de dezembro de 1921 – Lisboa, 16 de dezembro de 2014), cuja mãe era nativa moçambicana. José Castelo Branco é o mais novo de três filhos. Entre os seus irmãos conta-se Sérgio Vieira, político e poeta moçambicano. José Castelo Branco tem também laços familiares com o ex-primeiro-ministro de Portugal António Costa.
Nasceu e cresceu na cidade de Tete, no norte de Moçambique, então uma província ultramarina portuguesa, onde passou a sua infância até aos doze anos. Depois mudou-se para Lisboa, passando a viver em Santo António dos Cavaleiros. Foi conhecido na noite de Lisboa, tendo criado o seu alter-ego Tatiana Romanov. Já na década de 1990, travou amizade com a socialite Lili Caneças, já então uma figura muito mediática do jet-set português. No início dessa década, tornou-se negociante de arte de uma galeria em Cascais.
Em Loures, a 19 de março de 1986, casou com a sua primeira esposa, Maria Arlene Ferreira Pólvora (1 de agosto de 1960), de quem teve o seu único filho, Guilherme Pólvora Castelo Branco Vieira, nascido a 25 de novembro de 1988 (36 anos). O casal divorciou-se em 1990 e ela casou pela segunda vez. Em Loures, a 27 de novembro de 1996, Castelo Branco casou novamente, numa conservatória, com a viúva americana Betty Grafstein, nascida Elizabeth Larner. Dividiram a sua residência entre Sintra e  Nova Iorque até meados da década de 2010, altura em que passaram a morar quase exclusivamente na cidade norte-americana.
Apesar de sempre se ter declarado heterossexual, Castelo Branco tornou-se famoso pela sua postura queer e pelos seus modos exuberantes, extravagantes, cómicos e polémicos. Na sua juventude, chegou a vestir-se de mulher para passagens de modelos, passado esse que o próprio assume. Em abril, quando questionado, num programa de televisão, se seria não-binário, José Castelo Branco afirmou não gostar de títulos e que não conseguia pôr um título na sua pessoa. O socialite afirmou também ter sido alvo de bullying de caráter homofóbico por parte de colegas estudantes durante a sua infância e adolescência.
Castelo Branco foi abordado pelo El Mundo e foi a um programa da estação televisiva Antena 3, em Madrid, onde revelou factos até então desconhecidos da sua vida, tendo em junho de 2010 lançado a sua autobiografia, José Castelo Branco - Toda a Verdade.

## Televisão
José Castelo Branco tornou-se mais conhecido através da sua participação na primeira edição da Quinta das Celebridades, um reality show da TVI, juntamente com outras figuras públicas mais ou menos conhecidas do público português, incluindo o ator brasileiro Alexandre Frota, que o beijou em frente às câmaras no final do programa, quando Castelo Branco se consagrou vencedor.
Em 2005, na sequência do sucesso mediático que obteve com a sua participação na Quinta das Celebridades, apresenta na TVI o programa Bon Chic, num cenário ao seu gosto pessoal. No entanto, o programa semanal apresentado pelo socialite esteve bem longe de ser um êxito de audiências. No mesmo ano, divide o protagonismo de Trio Maravilha (TVI), uma série cómica baseada em sketches, com Alexandre Frota e outro concorrente da primeira edição da Quinta das Celebridades, o empresário Jorge Monte Real.
Posteriormente, no mesmo ano, participa noutro reality show da TVI, a 1ª Companhia, juntamente com outras figuras públicas, incluindo novamente Alexandre Frota. No ano seguinte, integra mais um reality show, o Circo das Celebridades. Durante os três reality shows anteriormente mencionados, José Castelo Branco envolveu-se em discussões com Alexandre Frota, Ana Maria Lucas, Cinha Jardim, Pedro Ramos e Ramos, Sara Aleixo, Miguel Melo e Nuno Homem de Sá.
Em 2008, José Castelo Branco integra o painel da rubrica Calor da Tarde - espaço dedicado a assuntos cor-de-rosa -, do programa Contacto, da SIC.
Em abril de 2011, Castelo Branco foi um dos concorrentes de mais um reality show da TVI, o Perdidos na Tribo. Castelo Branco viajou para a Namíbia, para se instalar junto da tribo Himba, juntamente com Marta Cardoso (apresentadora e ex-concorrente do Big Brother 1), Vera Ferreira (ex-concorrente da Casa dos Segredos 1) e Sérgio Vicente (ex-concorrente do Big Brother 2). O grupo rumou para a tribo no dia 4 de abril de 2011, para iniciar as gravações do programa.
Em 2013, é emitido no canal por subscrição MVM um reality show focado no dia a dia de José Castelo Branco, As Aventuras do Zé. No mesmo ano, José Castelo Branco foi apontado com um dos principais concorrentes do Big Brother VIP na TVI, mas acabou por participar no Splash! Celebridades, na SIC. No mesmo ano, participou no programa Olé, da SIC, onde foi forcado. Continuará na SIC até 2015, como repórter de exteriores do programa de entretenimento Portugal em Festa.
No início de 2015, participou como convidado no Secret Story - Casa dos Segredos: Luta pelo Poder. Nesse reality show, foi agredido por Zezé Camarinha, uma outra personalidade televisiva. Foi também nesse reality show que José Castelo Branco reencontrou Vera Ferreira, concorrente da sua equipa de Perdidos na Tribo.
| Ano         | Projeto                                           | Notas                  | Canal |
| ----------- | ------------------------------------------------- | ---------------------- | ----- |
| 2004        | Quinta das Celebridades - 1.ª edição              | Concorrente            | TVI   |
| 2005        | Trio Maravilha                                    | Ator                   | TVI   |
| 2005        | Bon Chic                                          | Apresentador           | TVI   |
| 2005        | 1.ª Companhia - 1.ª edição                        | Concorrente            | TVI   |
| 2006        | Circo das Celebridades                            | Concorrente            | TVI   |
| 2008        | Contacto                                          | Comentador             | SIC   |
| 2011        | Perdidos na Tribo                                 | Concorrente            | TVI   |
| 2013        | Splash! Celebridades                              | Concorrente            | SIC   |
| 2013        | Olé                                               | Concorrente            | SIC   |
| 2013 - 2015 | Portugal em Festa                                 | Repórter de exteriores | SIC   |
| 2013        | As Aventuras do Zé                                | Protagonista           | MVM   |
| 2015        | Secret Story - Casa dos Segredos: Luta pelo Poder | Participação Especial  | TVI   |

## Música
Castelo Branco preparou-se para entrar no mundo musical, com a edição do seu primeiro álbum, maioritariamente com músicas em inglês - incluindo ainda algumas em português - no primeiro trimestre de 2008. O álbum teve como produtor Luís Jardim, conhecido entre grandes estrelas musicais, como Cher e Rolling Stones. José Castelo Branco teve ainda como professor de canto Rui de Matos. Numa primeira fase, Castelo Branco lançou um disco com cinco temas (editado pela iPlay), vendido com êxito juntamente com a revista Caras.
A 7 de novembro de 2008, na loja Worten do Centro Comercial Vasco da Gama, foi lançado oficialmente o álbum Oui, C'est Moi, numa sessão de autógrafos, onde José Castelo Branco apareceu acompanhado pelo seu filho, Guilherme, pela sua mulher, Betty Grafstein, pela sua mãe, Nini Castelo Branco, e ainda alguns amigos. O videoclipe do single "In the City" foi gravado em Nova Iorque por alguns elementos da equipa de produção de Madonna e produtores de renome.
Em junho de 2011, José Castelo Branco lançou um videoclipe para um remix do tema "Patapata" - uma cover da canção "Pata Pata" (1967), de Miriam Makeba -, uma das faixas do seu álbum. Mais tarde, em 2013, o remix haveria de se tornar o tema de abertura e encerramento do reality show que José Castelo Branco teve no canal MVM, As Aventuras do Zé.
Em setembro de 2019, José Castelo Branco lançou o tema "The Dressing Game", conjuntamente com o respetivo videoclipe, no YouTube. Em maio de 2025, a faixa chegou às plataforma de streaming áudio.

## Internet
Desde meados da década de 2010 - após ter passado a fixar residência praticamente apenas em Nova Iorque e, como tal, ter deixado de ser presença regular na televisão portuguesa - que Castelo Branco se destaca também como influencer no Instagram, onde publicita diversas marcas, da qual a Prozis é um exemplo. À data de 5 de junho de 2024, o perfil do socialite no Instagram era seguida por mais de 430 mil contas. O número de seguidores do Instagram de José Castelo Branco subiu consideravelmente nas semanas seguintes à revelação das acusações de violência conjugal que Betty Grafstein fez em relação ao marido.[carece de fontes?]
Em setembro de 2019, Castelo Branco abriu um canal no YouTube, que esteve especialmente ativo durante o pico da pandemia de CoViD-19, tendo Castelo Branco começado a postar vídeos regularmente em julho de 2020. No canal, entre outras coisas, o socialite conta histórias da sua vida e dos programas de TV em que participou, para além de interpretar uma personagem, a Dra Zezé.

## Anúncios de entrada na política
Em outubro de 2012, José Castelo Branco anunciou que se candidataria à Câmara Municipal de Sintra, como independente, nas eleições autárquicas do ano seguinte. Contudo, a candidatura acabou por não avançar.
No dia 1 de junho de 2019, Castelo Branco anunciou num vídeo, na rede social Instagram, que se iria candidatar às eleições legislativas portuguesas de 2019. No dia seguinte, reuniu uma equipa para ajudar na recolha de assinaturas para a criação do seu partido político, cujo nome seria "MJP - Movimento de Justiça Portuguesa". O socialite justificou a candidatura com a sua indignação relativamente à abstenção nas eleições europeias de 2019 em Portugal e em relação aos vários casos de corrupção que foram descobertos, tendo planeado voltar a Portugal para fazer campanha. No entanto, a meio de agosto de 2019, anunciou que havia desistido da candidatura devido a complicações de saúde da esposa, que o obrigaram a regressar aos EUA.
Em 2022, José Castelo Branco assumiu que estava ao nível de Marcelo Rebelo de Sousa e que seria uma excelente opção para substituir o Presidente da República.

## Campanhas sociais
José Castelo Branco abordou o bullying de que foi alvo durante a sua juventude num vídeo que gravou em 2012 para a campanha Tudo Vai Melhorar/It Gets Better Portugal, que visa alertar sobre o bullying perpretado contra jovens LGBTQ.

## Incidentes com a justiça
Em novembro de 2003, tanto Castelo Branco como Betty Grafstein foram detidos no Aeroporto de Lisboa por transportarem mais de 100 peças de joalharia com origem não declarada. Depois de presentes ao juiz do Tribunal de Instrução Criminal de Lisboa, Grafstein foi libertada, enquanto que Castelo Branco permaneceu detido, a fim de ser ouvido no dia seguinte no Departamento de Investigação e Ação Penal. O negociador de arte acabou por ser libertado nesse mesmo dia.
Em 2005, Castelo Branco terá agredido um empreiteiro que lhe fazia obras em casa, alegando que o homem lhe tinha ficado com 20 mil euros e não teria completado a obra. À conta disto, em 2011, o tribunal de Sintra condenou o socialite a 90 horas de trabalho comunitário.
Em 2009, José Castelo Branco foi acusado de agressões pelo relações-públicas Daniel Martins, depois de uma discussão num restaurante de Lisboa. Em tribunal, foi condenado a nove meses de prisão com pena suspensa pelos crimes de ofensa à integridade física, difamação e injúria, tendo de pagar uma indemnização de mil euros ao queixoso. No entanto, o pagamento nunca foi efetuado e, em 13 de novembro de 2018, foram enviadas duas solicitadoras à casa de Sintra de José Castelo Branco para avaliar possível património para penhora e pagamento da dívida.
Em setembro de 2022, foi condenado a pagar 550 euros de multa por ter furtado, em dezembro de 2019, um perfume Dior, na loja franca do Aeroporto de Lisboa. O socialite, com condenações anteriores por crimes de ofensa à memória de pessoa falecida, ameaça, ofensa à integridade física e difamação, faltou, recorrendo a um atestado médico.
No dia 20 de abril de 2024, a sua mulher, Betty Grafstein, deu entrada na CUF de Cascais, no seguimento de uma suposta queda, com lesões no corpo, incluindo uma fratura no fémur. No entanto, a 2 de maio de 2024, a socialite denunciou o seu marido aos profissionais de saúde por alegadas atitudes de violência doméstica. Como consequência das acusações, Castelo Branco foi detido pela GNR na zona do Estoril e conduzido ao Tribunal de Sintra na manhã do dia 7 de maio de 2024, pouco antes de se dirigir à TVI, para ser entrevistado no Dois às 10, formato matutino onde estaria à conversa com Cristina Ferreira e Cláudio Ramos sobre o assunto. Castelo Branco acabou por ficar impedido judicialmente de ficar a menos de um quilómetro de distância do local onde estivesse a esposa e de contactar a mesma. No seguinte dia 24 de maio, foi-lhe colocada uma pulseira eletrónica. No início de junho de 2024, o filho de Grafstein, Roger Basile, levou a mãe de volta para os Estados Unidos. Por esse motivo, mais tarde e no mesmo mês, a pulseira eletrónica foi retirada ao arguido. Em junho de 2024, foi noticiado que após a revisão das medidas de coação aplicadas a Castelo Branco por suspeitas de violência doméstica, teria de entregar os seus três passaportes (português, moçambicano e norte-americano) às autoridades, apresentação no posto policial da área de residência uma vez por semana e proibição de contacto, por qualquer meio, com a vítima. Posteriormente, a defesa do arguido anunciou que iria recorrer dessa decisão. Em julho do mesmo ano, o Tribunal de Sintra alterou as medidas de coação atribuídas ao arguido, deixando de ser obrigatórias as apresentações semanais num posto da GNR e mantendo as restantes já aplicadas. Em outubro de 2024, a imprensa revelou que no processo relativo ao pedido de divórcio litigioso entre Grafstein e José Castelo Branco constava que a violência exercida por parte de Castelo Branco contra Grafstein e a infidelidade do primeiro eram os grandes argumentos que sustentavam aquele pedido de divórcio. Segundo a TV7Dias, a socialite de origem britânica alega que começou a ser vítima de violência física e psicológica, com regularidade, por parte de Castelo Branco um ano após o casamento, contraído em 1996. A 4 de novembro de 2024, José Castelo Branco foi acusado de violência doméstica pelo Ministério Público, que detalhou que se encontrava indiciado "que, desde o início do casamento, o arguido agredia física e verbalmente a vítima”. Na acusação detalha-se que “o arguido forçava a vítima a vestir roupa que escolhia, a ser maquilhada por si e a calçar sapatos que lhe provocavam dores” e que o arguido (...) “atuou com o propósito concretizado de maltratar a vítima, de 95 anos, molestando-a no seu corpo e saúde psíquica, injuriando-a e atemorizando-a (...) estando ciente da idade desta”. Antes do comunicado do Ministério Público, José Castelo Branco tinha negado todas as acusações que lhe foram feitas desde que Grafstein deu entrada na CUF de Cascais. Em janeiro de 2025, José Castelo Branco aproveitou um despacho do Tribunal de Sintra, que afirmava que ele, enquanto arguido, não estava proibido de sair de Portugal, para viajar para os EUA. No entanto, esta autorização tratou-se de um erro. O Ministério Público culpou o juiz de instrução pela decisão. José Castelo continua nos EUA, estando, portanto, a violar as medidas de coação a si aplicadas. Em fevereiro de 2025, José Castelo Branco garantiu não estar foragido à Justiça portuguesa.

## Outras controvérsias
Em 2012, ao falar da violação traumática que sofreu aos oito anos -, pelas mãos do namorado de uma prima -, José Castelo Branco afirmou à Nova Gente que, se isso não tivesse acontecido, seria homossexual. Em 2021, o socialite afirmou num direto do Instagram o seguinte: "A maior parte das violações que acontece em Portugal, principalmente com crianças ditas 'menores', a partir dos 13/14 anos, são provocadas pelas próprias miúdas (...) e miúdos". José Castelo Branco acrescentou ainda a seguinte afirmação: "Coitados dos supostos 'violadores', que não têm culpa... Quer dizer, também têm culpa, porque devem saber com quem se metem..." Em maio de 2024, no dia anterior à revelação pública das acusações de violência conjugal que Betty Grafstein faria em relação a Castelo Branco, o socialite participou num debate online no espaço Cdk, do polémico empresário Miguel Milhão - conhecido pelas suas posições políticas conservadoras e por ser dono da Prozis (cujos produtos Castelo Branco promove online) -, cujo tema era a homossexualidade. Nesse debate, que também contou com o ativista de extrema-direita e anti-LGBT Afonso Gonçalves - que em 2023 havia perturbado eventos de caráter LGBT em Évora e Lisboa, gritando com recurso a um megafone -, Castelo Branco proferiu novamente afirmações controversas relativamente ao abuso sexual de menores, afirmando que "[a] criança é sensual, a criança gosta de se sentar ao colo do adulto". Antes disso, José Castelo Branco foi chamado de "pedófilo" por outra personalidade ligada à extrema-direita, o ex-juiz Rui Fonseca e Castro, que não apresentou qualquer justificação ou prova para tal acusação.
Em 2011, o nome de José Castelo Branco foi envolvido num escândalo sexual, naquilo que ficou informalmente conhecido como o "caso das orgias": foi revelado que em 2006 o socialite participou num ato sexual, que foi gravado e que acabaria por ir parar a sites pornográficos entre o fim de 2011 e o início de 2012, com um casal cujo elemento feminino se queixou de que o marido a coagia a participar em atos sexuais com outras pessoas, tendo-o também acusado de violência doméstica. Em janeiro de 2012, José Castelo Branco - que afirmou várias vezes que nessa gravação (que apresenta José Castelo Branco a ter relações sexuais com ambos os elementos do casal ) estava "drogado" - testemunhou no Tribunal de Famalicão no âmbito deste caso. O elemento masculino do casal acabou por ser condenado a seis anos e seis meses de prisão por violência doméstica e posse de armas ilegais.
Também em 2011, num evento pós-Globos de Ouro, em Lisboa, José Castelo Branco empurrou - como ele o próprio assumiu - a cabeça do relações-públicas Daniel Martins com a testa, tendo confrontado Martins - com quem já tinha desavenças - e afirmado que este último tinha "posto" a mãe de José Castelo Branco "numa cadeira de rodas”, referindo-se à opinião de que tinha de que um AVC que a mãe tinha sofrido se devia às "intrigas" de Daniel Martins. Martins apresentou queixa numa esquadra de Lisboa.
Em abril de 2024, num restaurante do Bairro Alto, José Castelo Branco colocou as mãos ao pescoço de outro cliente e fez comentários xenófobos, depois de alegadamente ter ouvido naquele espaço comentários sobre Betty Grafstein que considerou desagradáveis, afirmando ter sido vítima de bullying.
Em maio de 2024, e na sequência da revelação das acusações de violência conjugal de Betty Grafstein contra José Castelo Branco, o Grupo Feira, detentor da marca Feira dos Sofás, anunciou, poucos dias depois, que havia rompido a parceria publicitária que mantinha com o socialite devido a essas mesmas acusações. Um dia depois dessas mesmas acusadas terem chegado à comunicação social, foi publicado um vídeo em que José Castelo Branco dá uma estalada a Pedro Pico, uma figura pública que neste momento é o inquilino da casa de Sintra pertencente a Grafstein e onde ela morou vários anos com José Castelo Branco. Isto aconteceu depois de Pedro Pico ter dito a José Castelo Branco que este último tinha batido em Betty Grafstein.

## Vida pessoal[65]
José Castelo Branco tem uma neta, chamada Constança, nascida em dezembro de 2021. Constança é filha do seu único filho, Guilherme.
O socialite é católico praticamente e faz muito frequentemente menções à sua fé. À Vanity Fair, José declarou que, por ser católico, jamais se suicidaria.

## Impacto
Em 2011, Isabel Coutinho, do jornal Público, escreveu que, "[c]om José Castelo Branco, discussões sobre género e identidade sexual entraram no "mainstream" nacional, em pleno horário nobre".
Para o projeto Queerquivo, de André Murraças, Gonçalo Cota escreveu que a visibilidade de José Castelo Branco "foi fundamental (...) para mostrar a multiplicidade de arranjos identitários", destacando ainda que foi com o socialite que ouviu pela primeira vez a palavra "bicha" "ser invertida do seu sentido negativo e contribuir para uma postura algo politizada de autodeterminação".
Em dezembro de 2024, a Google revelou que, em matéria de personalidades portuguesas, o nome de José Castelo Branco foi o termo pesquisado no motor de busca daquela empresa que mais cresceu em 2024 relativamente ao ano anterior. Isto aconteceu no ano em que o socialite foi acusado de violência conjugal por aquela que era, na altura da acusação, a sua esposa de há mais de 27 anos, Betty Grafstein.